# Kasatochi Island
Kasatochi Island – wyspa wulkaniczna leżąca w grupie wysp Andreanof Islands w łańcuchu Aleutów (południowo-zachodnia Alaska). W całości utworzona jest przez stratowulkan. 
Geografia
Wyspa leży w Atka Pass na północny zachód od zachodniego wybrzeża wyspy Atka i na wschód od Great Sitkin Island. Powierzchnia wyspy wynosi 5.051 km²; niezamieszkana. Krater wulkaniczny wypełnia jezioro o szerokości 800 m. Maksymalna wysokość n.p.m. wynosi 314 m.
Aktywność wulkaniczna
Prawdopodobne erupcje w przeszłości miały miejsce w latach 1760, 1827, 1828 oraz 1899. Wulkan aktywny był w latach 2005 i 2006. 7 sierpnia 2004 roku doszło do erupcji. Obserwacje wyspy w latach 2008–2009 wykazały, że od czasu erupcji średnica Kasatochi zwiększyła się o 800 m.
Fauna, flora oraz pozostałe organizmy
Przed erupcją na wyspie Kasatochi gniazdowały nurniczki czubate (Aethia cristatella), wąsate (A. pygmaea) i malutkie (A. pusilla), nawałniki popielate (Oceanodroma furcata) i nawałniki duże (O. leucorhoa) oraz morzyki sędziwe (Synthliboramphus antiquus). Na rok 2013 nie jest wiadome, czy ptaki te odbudowały swe populacje na tej wyspie.
W trakcie badań wyspy w 2009 roku odnaleziono trawy z gatunku Leymus mollis. Przed erupcją Kasatochi porastały rośliny z gatunków Lupinus nootkatensis, Festuca rubra, Angelica lucida, Conioselinum gmelinii, Ranunculus occidentalis, Achillea millefolium v. borealis, Anemone narcissiflora v. villosissima oraz Anaphalis margaritacea. Prócz tego po erupcji znaleziono dzieżkę pomarańczową (Aleuria aurantia), porostnicę wieloształtną (Marchantia polymorpha) oraz mech o nazwie zęboróg purpurowy (Ceratodon purpureus).